# Born Reckless
Born Reckless is een Amerikaanse filmkomedie uit 1930 onder regie van Andrew Bennison en John Ford. Het scenario is gebaseerd op de roman Louis Beretti (1929) van de Amerikaanse auteur Donald Henderson Clarke. De film werd destijds in Nederland uitgebracht onder de titel Zijn eigen doodvonnis.

## Verhaal
Een rechter veroordeelt een beruchte misdadiger tot legerdienst. Door de commotie rond het vonnis hoopt de rechter stemmen te winnen in de aankomende verkiezingen.

## Rolverdeling
| Acteur               | Personage          |
| -------------------- | ------------------ |
| Edmund Lowe          | Louis Beretti      |
| Catherine Dale Owen  | Joan Sheldon       |
| Frank Albertson      | Frank Sheldon      |
| Marguerite Churchill | Rosa Beretti       |
| William Harrigan     | Good News Brophy   |
| Lee Tracy            | Bill O'Brien       |
| Warren Hymer         | Big Shot           |
| Ilka Chase           | Rijke klant        |
| Ferike Boros         | Ma Beretti         |
| Paul Porcasi         | Pa Beretti         |
| Joe Brown            | Needle Beer Grogan |
| Ben Bard             | Joe Bergman        |
| Pat Somerset         | Duke               |
| Eddie Gribbon        | Bugs               |
| Mike Donlin          | Fingy Moscovitz    |
| Paul Page            | Ritzy Reilly       |
| Roy Stewart          | Cardigan           |
| Jack Pennick         | Sergeant           |
| Ward Bond            | Sergeant           |
| Yola d'Avril         | Frans meisje       |